# Casacca (Berceto)
La frazione di Casacca fa parte del comune di Berceto (Parma), ed è situata sulla riva destra del Taro, tra Ghiare e  Pagazzano.
Antico borgo medievale di origini romane, si trovava in un punto di forte viabilità rispetto alla valle del Taro; fu un feudo Tarasconi-Smeraldi. È rimasto a lungo disabitato dopo il primo conflitto mondiale. Un restauro del borgo, degli antichi ruderi, e un ripopolamento del territorio è iniziato nel primo decennio del Duemila.